# 国民革命军新编第八军
国民革命军新编第八军历史上先后2次组建。

## 河北民军高树勋部组建的第1个新八军
1938年1月河北民军改编为新编第6师，师长高树勋。1938年5月该师编入石友三的第六十九军。1941年3月新编第6师扩编为新编第八军，隶属石友三的第39集团军：
- 军长高树勋（第39集团军副总司令兼）／1943年10月胡伯翰／1945年4月张弥川代理／1945年夏高树勋（第十一战区副司令长官兼）
- 副军长张弥川（黄埔一期）、马润昌
- 新编第6师：师长马润昌/范龙章
- 暂编第29师，师长张汉全/尹瀛洲
- 暂编第16师，师长吴剑求。1943年10月由第二十九军调入。1944年下半年调归第十三军。

该军编成后，在河南濮阳县一带担任守备任务。胡伯翰（1900－1973）是高树勋的盐山县同乡，保定八期步科毕业，在国民二军、国民三军干过，后长期担任黄埔军校教官、钱大钧第89师起家时的主要干部之一，后在河南长期追随刘峙。国民政府军事委员会为掌握抗日前沿的河北民军部队，鉴于胡伯翰与高树勋同为河北盐山人，早年又同在西北军服务，相熟相知，1942年10月2日派胡伯翰任冀察战区（总司令蒋鼎文）第39集团军（总司令高树勋）副总司令。1943年10月15日兼任新编第八军军长。1944年12月，因足伤赴西安治疗，伤愈后赴重庆，任军事委员会高级参谋。
1944年4月参加豫中会战后撤至南阳附近。1945年春季参加豫西鄂北战役后撤至桐柏山。
1945年10月30日，在邯郸战役（平汉路战役）中举行起义接收共产党改编。

## 辽沈战役前组建的第2个新八军
1948年7月范汉杰为加强锦州地区的军事力量，在锦州组建新编第八军。隶属东北剿总锦州指挥所。
- 军长沈向奎（黄埔四期、土木系、卫立煌的老部下）
- 第88师：原属第七十一军。第三次被歼灭后在锦州重建。师长黄文徽（第七十一军第88师出身）。
- 暂编第54师：原属第五十二军。组建时从第五十二军抽调各级干部，补充新兵。师长黄建镛（黄埔六期）。1948年9月改称第288师。
- 暂编第55师：师长安守仁（东北局出身，抗战时期滇军长期任职）。1948年9月改称第289师。

1948年10月14日锦州战役打响最后的攻城战，暂编第55师师长安守仁接到出击命令，率部起义。10月15日，该军在锦州被歼灭。